# Andrzej Zygmunt
Andrzej Zygmunt (ur. 13 listopada 1945 w Chodakowie, zm. 4 kwietnia 2022 w Stanach Zjednoczonych) – polski piłkarz, obrońca, dwukrotny mistrz Polski i dwukrotny zdobywca Pucharu Polski z Legią Warszawa.

## Kariera klubowa
Karierę zaczynał w rodzinnej miejscowości, w Bzurze Chodaków. W latach 1964–1974 był piłkarzem Legii Warszawa, z którą dwukrotnie sięgnął po mistrzostwo Polski oraz również dwukrotnie po Puchar Polski. Po odejściu z warszawskiego klubu, dołączył do jego rywala zza miedzy, Polonii Warszawa. Zygmunt zakończył swoją piłkarską karierę w amerykańskim zespole AAC Eagles Chicago.

## Kariera reprezentacyjna
Swój jedyny występ dla reprezentacji Polski zanotował 22 września 1971 roku, w wygranym 5:1 meczu eliminacyjnym do Mistrzostw Europy 1972 przeciwko Turcji.